# Eleições parlamentares europeias de 1989 no distrito de Lisboa
| Eleições parlamentares europeias de 1989 Distritos: Aveiro \| Beja \| Braga \| Bragança \| Castelo Branco \| Coimbra \| Évora \| Faro \| Guarda \| Leiria \| Lisboa \| Portalegre \| Porto \| Santarém \| Setúbal \| Viana do Castelo \| Vila Real \| Viseu \| Açores \| Madeira \| Estrangeiro |

## Resultados por concelho
Os resultados nos concelhos do Distrito de Lisboa foram os seguintes:

### Alenquer
| Partido                 | Partido                                         | Votos  | %               | +/-   |
| ----------------------- | ----------------------------------------------- | ------ | --------------- | ----- |
|                         | Partido Socialista                              | 5 224  | 34,28 / 100,00  | 6,88  |
|                         | Partido Social Democrata                        | 3 770  | 24,74 / 100,00  | 3,50  |
|                         | Coligação Democrática Unitária                  | 3 362  | 22,06 / 100,00  | 4,25  |
|                         | Centro Democrático Social                       | 1 237  | 8,12 / 100,00   | 2,10  |
|                         | Partido Popular Monárquico                      | 230    | 1,51 / 100,00   | 0,46  |
|                         | Partido Comunista dos Trabalhadores Portugueses | 223    | 1,46 / 100,00   | 0,79  |
|                         | Movimento Democrático Português                 | 169    | 1,11 / 100,00   | 0,60  |
|                         | Partido Socialista Revolucionário               | 155    | 1,02 / 100,00   | 0,18  |
|                         | Outros (com menos de 1,00%)                     | 345    | 2,27 / 100,00   |       |
| Votos Inválidos         | Votos Inválidos                                 | 524    | 3,44 / 100,00   | 0,47  |
| Total                   | Total                                           | 15 239 | 100,00 / 100,00 |       |
| Eleitorado/Participação | Eleitorado/Participação                         | 28 201 | 54,04 / 100,00  | 20,22 |

### Amadora
| Partido                 | Partido                         | Votos   | %               | +/-   |
| ----------------------- | ------------------------------- | ------- | --------------- | ----- |
|                         | Partido Socialista              | 21 409  | 28,54 / 100,00  | 5,89  |
|                         | Coligação Democrática Unitária  | 19 396  | 25,85 / 100,00  | 6,06  |
|                         | Partido Social Democrata        | 16 031  | 21,37 / 100,00  | 5,87  |
|                         | Centro Democrático Social       | 9 068   | 12,09 / 100,00  | 1,53  |
|                         | Partido Popular Monárquico      | 2 167   | 2,89 / 100,00   | 1,24  |
|                         | Movimento Democrático Português | 1 567   | 2,09 / 100,00   | 1,40  |
|                         | União Democrática Popular       | 1 181   | 1,57 / 100,00   | 0,18  |
|                         | Outros (com menos de 1,00%)     | 1 933   | 2,58 / 100,00   |       |
| Votos Inválidos         | Votos Inválidos                 | 2 273   | 3,03 / 100,00   | 1,14  |
| Total                   | Total                           | 75 025  | 100,00 / 100,00 |       |
| Eleitorado/Participação | Eleitorado/Participação         | 140 203 | 53,51 / 100,00  | 20,41 |

### Arruda dos Vinhos
| Partido                 | Partido                         | Votos | %               | +/-   |
| ----------------------- | ------------------------------- | ----- | --------------- | ----- |
|                         | Partido Socialista              | 1 248 | 38,44 / 100,00  | 9,87  |
|                         | Partido Social Democrata        | 736   | 22,67 / 100,00  | 6,18  |
|                         | Coligação Democrática Unitária  | 532   | 16,38 / 100,00  | 4,17  |
|                         | Centro Democrático Social       | 349   | 10,75 / 100,00  | 0,36  |
|                         | Partido Popular Monárquico      | 56    | 1,72 / 100,00   | 0,03  |
|                         | Movimento Democrático Português | 39    | 1,20 / 100,00   | 0,75  |
|                         | União Democrática Popular       | 38    | 1,17 / 100,00   | 0,58  |
|                         | Outros (com menos de 1,00%)     | 99    | 3,04 / 100,00   |       |
| Votos Inválidos         | Votos Inválidos                 | 150   | 4,62 / 100,00   | 0,90  |
| Total                   | Total                           | 3 247 | 100,00 / 100,00 |       |
| Eleitorado/Participação | Eleitorado/Participação         | 7 553 | 42,99 / 100,00  | 24,98 |

### Azambuja
| Partido                 | Partido                                         | Votos  | %               | +/-   |
| ----------------------- | ----------------------------------------------- | ------ | --------------- | ----- |
|                         | Partido Socialista                              | 2 905  | 33,72 / 100,00  | 8,42  |
|                         | Coligação Democrática Unitária                  | 2 074  | 24,07 / 100,00  | 4,86  |
|                         | Partido Social Democrata                        | 1 900  | 22,05 / 100,00  | 5,19  |
|                         | Centro Democrático Social                       | 587    | 6,81 / 100,00   | 0,44  |
|                         | União Democrática Popular                       | 264    | 3,06 / 100,00   | 0,02  |
|                         | Partido Popular Monárquico                      | 152    | 1,76 / 100,00   | 0,16  |
|                         | Partido Comunista dos Trabalhadores Portugueses | 126    | 1,48 / 100,00   | 0,62  |
|                         | Outros (com menos de 1,00%)                     | 258    | 2,99 / 100,00   |       |
| Votos Inválidos         | Votos Inválidos                                 | 350    | 4,06 / 100,00   | 0,28  |
| Total                   | Total                                           | 8 616  | 100,00 / 100,00 |       |
| Eleitorado/Participação | Eleitorado/Participação                         | 16 470 | 52,31 / 100,00  | 18,41 |

### Cadaval
| Partido                 | Partido                        | Votos  | %               | +/-   |
| ----------------------- | ------------------------------ | ------ | --------------- | ----- |
|                         | Partido Social Democrata       | 2 437  | 42,23 / 100,00  | 1,42  |
|                         | Partido Socialista             | 1 797  | 31,14 / 100,00  | 6,30  |
|                         | Centro Democrático Social      | 672    | 11,64 / 100,00  | 3,54  |
|                         | Coligação Democrática Unitária | 279    | 4,83 / 100,00   | 0,87  |
|                         | Partido Popular Monárquico     | 81     | 1,40 / 100,00   | 0,55  |
|                         | Outros (com menos de 1,00%)    | 261    | 4,53 / 100,00   |       |
| Votos Inválidos         | Votos Inválidos                | 244    | 4,23 / 100,00   | 0,30  |
| Total                   | Total                          | 5 771  | 100,00 / 100,00 |       |
| Eleitorado/Participação | Eleitorado/Participação        | 12 599 | 45,81 / 100,00  | 21,84 |

### Cascais
| Partido                 | Partido                         | Votos   | %               | +/-   |
| ----------------------- | ------------------------------- | ------- | --------------- | ----- |
|                         | Partido Social Democrata        | 20 070  | 29,89 / 100,00  | 1,72  |
|                         | Partido Socialista              | 15 697  | 23,38 / 100,00  | 5,44  |
|                         | Centro Democrático Social       | 13 354  | 19,89 / 100,00  | 2,93  |
|                         | Coligação Democrática Unitária  | 9 632   | 14,35 / 100,00  | 2,79  |
|                         | Partido Popular Monárquico      | 2 897   | 4,32 / 100,00   | 2,03  |
|                         | Movimento Democrático Português | 1 214   | 1,81 / 100,00   | 1,28  |
|                         | Partido da Democracia Cristã    | 709     | 1,06 / 100,00   | 0,47  |
|                         | Outros (com menos de 1,00%)     | 1 772   | 2,64 / 100,00   |       |
| Votos Inválidos         | Votos Inválidos                 | 1 790   | 2,67 / 100,00   | 1,03  |
| Total                   | Total                           | 67 135  | 100,00 / 100,00 |       |
| Eleitorado/Participação | Eleitorado/Participação         | 127 242 | 52,76 / 100,00  | 22,27 |

### Lisboa
| Partido                 | Partido                           | Votos   | %               | +/-   |
| ----------------------- | --------------------------------- | ------- | --------------- | ----- |
|                         | Partido Social Democrata          | 94 515  | 26,43 / 100,00  | 1,98  |
|                         | Partido Socialista                | 92 532  | 25,88 / 100,00  | 5,71  |
|                         | Coligação Democrática Unitária    | 62 857  | 17,58 / 100,00  | 3,76  |
|                         | Centro Democrático Social         | 61 940  | 17,32 / 100,00  | 3,00  |
|                         | Partido Popular Monárquico        | 14 467  | 4,05 / 100,00   | 2,51  |
|                         | Movimento Democrático Português   | 7 121   | 1,99 / 100,00   | 1,41  |
|                         | União Democrática Popular         | 4 815   | 1,35 / 100,00   | 0,15  |
|                         | Partido Socialista Revolucionário | 3 638   | 1,02 / 100,00   | 0,57  |
|                         | Outros (com menos de 1,00%)       | 5 542   | 1,55 / 100,00   |       |
| Votos Inválidos         | Votos Inválidos                   | 10 165  | 2,84 / 100,00   | 0,97  |
| Total                   | Total                             | 357 592 | 100,00 / 100,00 |       |
| Eleitorado/Participação | Eleitorado/Participação           | 673 926 | 53,06 / 100,00  | 19,64 |

### Loures
| Partido                 | Partido                         | Votos   | %               | +/-   |
| ----------------------- | ------------------------------- | ------- | --------------- | ----- |
|                         | Partido Socialista              | 37 361  | 28,81 / 100,00  | 5,39  |
|                         | Coligação Democrática Unitária  | 34 389  | 26,52 / 100,00  | 6,38  |
|                         | Partido Social Democrata        | 28 137  | 21,70 / 100,00  | 5,87  |
|                         | Centro Democrático Social       | 14 797  | 11,41 / 100,00  | 1,73  |
|                         | Partido Popular Monárquico      | 3 195   | 2,46 / 100,00   | 1,01  |
|                         | Movimento Democrático Português | 2 463   | 1,90 / 100,00   | 1,24  |
|                         | União Democrática Popular       | 1 693   | 1,31 / 100,00   | 0,16  |
|                         | Outros (com menos de 1,00%)     | 3 460   | 2,67 / 100,00   |       |
| Votos Inválidos         | Votos Inválidos                 | 4 187   | 3,23 / 100,00   | 1,21  |
| Total                   | Total                           | 129 682 | 100,00 / 100,00 |       |
| Eleitorado/Participação | Eleitorado/Participação         | 235 761 | 55,01 / 100,00  | 20,13 |

### Lourinhã
| Partido                 | Partido                        | Votos  | %               | +/-   |
| ----------------------- | ------------------------------ | ------ | --------------- | ----- |
|                         | Partido Social Democrata       | 4 455  | 51,27 / 100,00  | 2,07  |
|                         | Partido Socialista             | 2 016  | 23,20 / 100,00  | 4,38  |
|                         | Centro Democrático Social      | 1 239  | 14,26 / 100,00  | 2,84  |
|                         | Coligação Democrática Unitária | 259    | 2,98 / 100,00   | 0,72  |
|                         | Partido Popular Monárquico     | 109    | 1,25 / 100,00   | 0,36  |
|                         | Outros (com menos de 1,00%)    | 277    | 3,19 / 100,00   |       |
| Votos Inválidos         | Votos Inválidos                | 334    | 3,84 / 100,00   | 0,22  |
| Total                   | Total                          | 8 689  | 100,00 / 100,00 |       |
| Eleitorado/Participação | Eleitorado/Participação        | 17 571 | 49,45 / 100,00  | 22,99 |

### Mafra
| Partido                 | Partido                           | Votos  | %               | +/-   |
| ----------------------- | --------------------------------- | ------ | --------------- | ----- |
|                         | Partido Social Democrata          | 6 409  | 37,61 / 100,00  | 3,04  |
|                         | Partido Socialista                | 4 748  | 27,87 / 100,00  | 6,85  |
|                         | Centro Democrático Social         | 2 128  | 12,49 / 100,00  | 1,49  |
|                         | Coligação Democrática Unitária    | 1 714  | 10,06 / 100,00  | 2,17  |
|                         | Partido Popular Monárquico        | 303    | 1,78 / 100,00   | 0,52  |
|                         | Movimento Democrático Português   | 226    | 1,33 / 100,00   | 0,68  |
|                         | Partido Socialista Revolucionário | 180    | 1,06 / 100,00   | 0,27  |
|                         | Outros (com menos de 1,00%)       | 587    | 3,45 / 100,00   |       |
| Votos Inválidos         | Votos Inválidos                   | 744    | 4,37 / 100,00   | 0,62  |
| Total                   | Total                             | 17 039 | 100,00 / 100,00 |       |
| Eleitorado/Participação | Eleitorado/Participação           | 35 806 | 47,59 / 100,00  | 24,25 |

### Oeiras
| Partido                 | Partido                           | Votos   | %               | +/-   |
| ----------------------- | --------------------------------- | ------- | --------------- | ----- |
|                         | Partido Socialista                | 17 904  | 26,36 / 100,00  | 5,76  |
|                         | Partido Social Democrata          | 17 519  | 25,80 / 100,00  | 2,67  |
|                         | Centro Democrático Social         | 11 645  | 17,15 / 100,00  | 2,40  |
|                         | Coligação Democrática Unitária    | 11 504  | 16,94 / 100,00  | 3,00  |
|                         | Partido Popular Monárquico        | 2 998   | 4,41 / 100,00   | 2,70  |
|                         | Movimento Democrático Português   | 1 734   | 2,55 / 100,00   | 1,83  |
|                         | União Democrática Popular         | 875     | 1,29 / 100,00   | 0,19  |
|                         | Partido Socialista Revolucionário | 690     | 1,02 / 100,00   | 0,59  |
|                         | Partido da Democracia Cristã      | 677     | 1,00 / 100,00   | 0,55  |
|                         | Outros (com menos de 1,00%)       | 595     | 0,87 / 100,00   |       |
| Votos Inválidos         | Votos Inválidos                   | 1 768   | 2,60 / 100,00   | 1,07  |
| Total                   | Total                             | 67 909  | 100,00 / 100,00 |       |
| Eleitorado/Participação | Eleitorado/Participação           | 121 939 | 55,69 / 100,00  | 19,75 |

### Sintra
| Partido                 | Partido                         | Votos   | %               | +/-   |
| ----------------------- | ------------------------------- | ------- | --------------- | ----- |
|                         | Partido Socialista              | 28 379  | 29,81 / 100,00  | 7,04  |
|                         | Partido Social Democrata        | 25 269  | 25,74 / 100,00  | 4,23  |
|                         | Coligação Democrática Unitária  | 18 792  | 19,14 / 100,00  | 4,63  |
|                         | Centro Democrático Social       | 13 129  | 13,37 / 100,00  | 2,40  |
|                         | Partido Popular Monárquico      | 2 911   | 2,97 / 100,00   | 1,14  |
|                         | Movimento Democrático Português | 2 159   | 2,20 / 100,00   | 1,51  |
|                         | União Democrática Popular       | 1 462   | 1,49 / 100,00   | 0,12  |
|                         | Outros (com menos de 1,00%)     | 2 842   | 2,89 / 100,00   |       |
| Votos Inválidos         | Votos Inválidos                 | 3 219   | 3,28 / 100,00   | 1,07  |
| Total                   | Total                           | 98 162  | 100,00 / 100,00 |       |
| Eleitorado/Participação | Eleitorado/Participação         | 190 465 | 51,54 / 100,00  | 22,77 |

### Sobral de Monte Agraço
| Partido                 | Partido                                         | Votos | %               | +/-   |
| ----------------------- | ----------------------------------------------- | ----- | --------------- | ----- |
|                         | Coligação Democrática Unitária                  | 1 244 | 38,97 / 100,00  | 11,15 |
|                         | Partido Socialista                              | 761   | 23,84 / 100,00  | 4,58  |
|                         | Partido Social Democrata                        | 665   | 20,83 / 100,00  | 5,24  |
|                         | Centro Democrático Social                       | 188   | 5,89 / 100,00   | 2,44  |
|                         | Partido Comunista dos Trabalhadores Portugueses | 49    | 1,54 / 100,00   | 0,72  |
|                         | Partido Socialista Revolucionário               | 33    | 1,03 / 100,00   | 0,11  |
|                         | Outros (com menos de 1,00%)                     | 122   | 3,83 / 100,00   |       |
| Votos Inválidos         | Votos Inválidos                                 | 130   | 4,07 / 100,00   | 0,64  |
| Total                   | Total                                           | 3 192 | 100,00 / 100,00 |       |
| Eleitorado/Participação | Eleitorado/Participação                         | 6 515 | 48,99 / 100,00  | 19,55 |

### Torres Vedras
| Partido                 | Partido                         | Votos  | %               | +/-   |
| ----------------------- | ------------------------------- | ------ | --------------- | ----- |
|                         | Partido Social Democrata        | 9 884  | 38,50 / 100,00  | 2,21  |
|                         | Partido Socialista              | 7 178  | 27,96 / 100,00  | 6,25  |
|                         | Coligação Democrática Unitária  | 3 597  | 14,01 / 100,00  | 3,31  |
|                         | Centro Democrático Social       | 2 520  | 9,81 / 100,00   | 3,02  |
|                         | Partido Popular Monárquico      | 394    | 1,53 / 100,00   | 0,61  |
|                         | Movimento Democrático Português | 326    | 1,27 / 100,00   | 0,72  |
|                         | Outros (com menos de 1,00%)     | 901    | 3,51 / 100,00   |       |
| Votos Inválidos         | Votos Inválidos                 | 876    | 3,41 / 100,00   | 0,37  |
| Total                   | Total                           | 25 676 | 100,00 / 100,00 |       |
| Eleitorado/Participação | Eleitorado/Participação         | 53 758 | 47,76 / 100,00  | 23,01 |

### Vila Franca de Xira
| Partido                 | Partido                         | Votos  | %               | +/-   |
| ----------------------- | ------------------------------- | ------ | --------------- | ----- |
|                         | Coligação Democrática Unitária  | 13 834 | 34,06 / 100,00  | 7,00  |
|                         | Partido Socialista              | 11 812 | 29,08 / 100,00  | 4,82  |
|                         | Partido Social Democrata        | 7 125  | 17,54 / 100,00  | 5,89  |
|                         | Centro Democrático Social       | 3 562  | 8,77 / 100,00   | 1,19  |
|                         | Movimento Democrático Português | 778    | 1,92 / 100,00   | 1,23  |
|                         | Partido Popular Monárquico      | 743    | 1,83 / 100,00   | 0,77  |
|                         | União Democrática Popular       | 508    | 1,25 / 100,00   | 0,13  |
|                         | Outros (com menos de 1,00%)     | 1 001  | 2,48 / 100,00   |       |
| Votos Inválidos         | Votos Inválidos                 | 1 250  | 3,08 / 100,00   | 1,00  |
| Total                   | Total                           | 40 613 | 100,00 / 100,00 |       |
| Eleitorado/Participação | Eleitorado/Participação         | 74 675 | 54,39 / 100,00  | 19,60 |